# Holoșnița, Soroca
Holoșnița este satul de reședință al comunei cu același nume  din raionul Soroca, Republica Moldova.
Lângă sat este amplasată rezervația peisagistică Holoșnița.

## Demografie

### Structura etnică
Structura etnică a satului conform recensământului populației din 2004:
| Grup etnic         | Populație | % Procentaj |
| ------------------ | --------- | ----------- |
| Moldoveni / Români | 1.102     | 97,96%      |
| Ucraineni          | 12        | 1,07%       |
| Găgăuzi            | 7         | 0,62%       |
| Ruși               | 4         | 0,36%       |
| Total              | 1.125     | 100%        |